# Aminolevulinsav
A δ-aminolevulinsav (dALA, δ-ALA, 5ala vagy 5-aminolevulinsav, INN: aminolevulinic acid) a porfinszintézis első lépéseként keletkező vegyület. Eukariótákban glicinből és szukcinil-koenzim-A-ból képződik. Emlősök esetén hem, növények esetén klorofill lesz belőle.
A δ-aminolevulinsav hatására a rákos szövetekben fluoreszcens porfinok keletkeznek és akkumulálódnak, így azok láthatóvá tehetők a neurológiai beavatkozások alatt.
A δ-aminolevulinsav másik hasznosítása a fotodinámiás terápia. A δ-aminolevulinsavat a szervezetbe juttatják. Kék fény hatására a rákos sejtekben naszcensz oxigén keletkezik, mely megöli a beteg sejteket. Belső szervekbe endoszkóppal vagy üvegszál katéterrel lehet bejuttatni a fényt.
Metil-alkohollal alkotott észtere a metil-amino-levulinát, amit szintén fotodinámiás eljárásban használnak.

## Készítmények[3]
- Aladerm
- Kerastick
- Porphin

Hidroklorid formában:
- Gliolan
- Levulan
- Levulan Kerastick

Magyarországon nincs forgalomban aminolevulinsav-tartalmú készítmény.

## Fordítás
- Ez a szócikk részben vagy egészben  az   Aminolevulinic_acid című angol Wikipédia-szócikk fordításán alapul.  Az eredeti cikk szerkesztőit annak laptörténete sorolja fel. Ez a jelzés csupán a megfogalmazás eredetét és a szerzői jogokat jelzi, nem szolgál a cikkben szereplő információk forrásmegjelöléseként.